# Olofström
Olofström ist ein Industrieort in Schweden und der Hauptort der gleichnamigen Gemeinde. Er liegt in der Provinz Blekinge län und der historischen Provinz Blekinge.

## Statistik
Der Ort hat eine Ausdehnung von 669 Hektar in der Fläche und gut 7500 Einwohner (Stand 2015).

## Industrie
Die Autoindustrie (Volvo) ist der Schwerpunkt des gewerblichen Umfeldes der Stadt. Sie verhalf ihr in den 1950er und 1960er Jahren zur wirtschaftlichen Blüte.

## Persönlichkeiten
Zu ihren berühmten Persönlichkeiten zählt Olofström den Schriftsteller Harry Martinson, dem 1974 der Nobelpreis für Literatur verliehen wurde.
Der Tennisspieler Jan Gunnarsson wurde 1962 in Olofström geboren.